# Monségur (Lot e Garonna)
Monségur è un comune francese di 381 abitanti situato nel dipartimento del Lot e Garonna nella regione della Nuova Aquitania.

## Società

### Evoluzione demografica
Abitanti censiti